# Мері Патріція Терстон
Мері Патріція Терстон (англ. Mary Patricia Thurston) — новозеландський дипломат. Надзвичайний і Повноважний Посол Нової Зеландії в Україні за сумісництвом (з 2018).

## Життєпис
Закінчила Оксфордський університет, де вивчала англійську і французьку мови для здобуття ступеня бакалавра мистецтв. Вона володіє англійською, французькою, іспанською та піджин, і вивчає польську мову.
Працювала викладачем французької та іспанської мов у середній школі і була начальником відділу сучасних мов у Сполученому Королівстві.
Мері також працювала в Міністерстві юстиції Нової Зеландії до приходу в дипломатичну службу в 2007 році.
Мері — професійний дипломат, працювала в Сінгапурі та на Соломонових островах. Вона також була заступником Спеціального координатора Місії з регіональної допомоги Соломоновим Островам у 2011 році.
У Веллінгтоні вона працювала над переговорами про вільну торгівлю в рамках Трансокеанського партнерства і щодо двосторонніх відносин з Вануату і французькими тихоокеанськими територіями.
У липні 2017 року була призначена послом Нової Зеландії в Польщі, Україні, Латвії, Литві, Естонії та Грузії.
21 вересня 2018 року — вручила вірчі грамоти Президенту України Петру Порошенку.